# 劉厝 (臺南市)
劉厝，是臺灣臺南市西港區的一個傳統地域名稱，位於該區西部。相較於今日行政區，其範圍大致包括劉厝里不含西北端及南端及西部凸出部分的西半部、竹林里西大半部不含西南端，以及佳里區塭內里東部凸出部分的東半部。
本地區境內主要聚落為劉厝、蚶西港、大竹林，並設有成功國小。

## 歷史
台灣日治初期，劉厝地區為一街庄，稱為「劉厝庄」（舊制街庄），隸屬於西港仔堡。該庄昔日北與蕭壠庄為鄰，東與中州庄為鄰，東南邊與南海埔庄為鄰，南邊為大塭藔庄，西邊為竹仔港庄、塭仔內庄。
1901年（日治明治三十四年）11月11日，全台廢縣廳改設二十廳，該庄隸屬於鹽水港廳。1904年（明治三十七年）4月1日，該庄編入「劉厝區」，隸屬於鹽水港廳。1906年（明治三十九年）4月1日，鹽水港廳內管轄區域調整，該庄改隸屬於「西港仔區」。1909年（明治四十二年）10月25日，全台合併二十廳為十二廳，西港仔區改隸屬於臺南廳。1920年（大正九年）10月1日，全台地方制度大改正，廢十二廳改設五州二廳，該庄改制為「劉厝」大字，隸屬於臺南州北門郡西港庄（新制街庄）。
戰後西港庄改制為西港鄉，隸屬於臺南縣，大字亦改制為村。1950年（民國39年）10月25日，雲、嘉、南分治，西港鄉仍隸屬於臺南縣。2010年（民國99年）12月25日，臺南縣、市合併為直轄臺南市，西港鄉改制為西港區。

## 聚落
本地區發展較早的聚落為劉厝、中庄（已消失）、蚶西港、許厝（已消失）、大竹林，在日治初期的官方地圖上已有記載。

## 交通
市道173號是麻豆至九塊厝的道路，經過本地區東南端。由該道路東北行可前西港區西港市區、麻豆區，並止於麻豆市區的市道171號暨市道176號路口；西南行可前往七股區南部，並止於省道台61線暨市道173甲線終點路口。
區道南34線是三合寮至西港的道路，經過本地區劉厝聚落。
區道南36線是十一份至麻豆寮的道路，經過本地區南部邊界地帶西段。
區道南41線是佳里至永樂的道路，經過本地區蚶西港、劉厝兩聚落。
區道南43線是中洲至新港的道路，其北側端點（起點）位於本地區東部邊界地帶的區道南46線路口，由此向南會經過本地區大竹林聚落。
區道南43-1線是中州至大竹林的道路，其南側端點（終點）位於本地區東南部大竹林聚落的區道南43線路口。
區道南46線是蚶西港至中洲的道路，其西側端點（起點）位於本地區北部的區道南41線路口。

## 學校
- 成功國小